# Sarah Clarke
Sarah Clarke (Saint Louis, Missouri, 16 februari 1972) is een Amerikaans actrice die vooral bekend is van haar rol als Nina Myers in de televisieserie 24.

## Biografie

### Carrière
Ze studeerde Italiaans en kunst aan de universiteit van Indiana. Haar filmdebuut maakte ze met de korte film Pas de deux uit 2000, waarvoor ze op het Brooklyn Film Festival een prijs ontving voor beste performance. Nadat ze enkele kleinere rollen in films en televisieseries had gehad, waaronder gastrollen in Ed en Sex and the City, deed ze auditie voor de rol van CTU agent Nina Myers, voor de real-time serie 24 uit 2001; ze kreeg de rol op de dag dat er werd begonnen met de opnames. In 2002 ontving ze voor de rol van Nina Myers een Golden Satellite Award voor beste bijrol en werd ze genomineerd voor een Screen Actors Guild Award met de hele cast van het eerste seizoen van 24. In de twee daaropvolgende seizoenen was ze eveneens in de serie te zien, alleen had ze nu een minder belangrijke rol.
Voor 24: The Game leende ze haar stem voor het personage Nina Myers.

### Privéleven
Ze ontmoette haar toekomstige echtgenoot Xander Berkeley op de set van 24 (hij speelde haar baas, George Mason) en ze trouwden in september 2002. Op 23 september 2006 werd hun eerste kind geboren, dochter Olwyn Harper Berkeley.

## Filmografie
- 2000: Pas de deux – The Clown
- 2000: Sex and the City (televisieserie) – Melinda (afl. "Politically Erect")
- 2001: Ed (televisieserie) – Kara Parsons (afl. "The Test")
- 2001–2004: 24 (televisieserie) – Nina Myers
- 2003: Thirteen – Birdie
- 2005: Happy Endings – Diane
- 2005: House (televisieserie) – Carly Forlano (afl. "Control")
- 2008: Twilight – Renée Dwyer
- 2010: Eclipse: Renée Dwyer
- 2011: The Twilight Saga: Breaking Dawn Part 1: Renée Dwyer